# بادي ديلوش
بادي ديلوش هو سياسي أمريكي، ولد في 27 فبراير 1942 في مقاطعة ليبيرتي في الولايات المتحدة. نشط حزبياً في الحزب الجمهوري. وقد انتخب عضو مجلس نواب جورجيا ‏.